# Неурогена дисфункција мокраћне бешике
Неурогена дисфункција мокраћне бешике или нервозна мокраћна бешика  један је од поремећаја у функционисању мокраћне бешике који подразумева неправилно складиштење и избацивање мокраће (урина) у спољашњу средину, због нарушене координације регулације између централног и периферног нервног система. Најчешће је узрокована деловањем трауме, болести или употребом одређених лекова који доводе до промене стања мозга, кичмене мождине или нерава.
Симптоми неурогене дисфункције мокраћне бешике крећу се од неактивности детрузора до прекомерне активности, у зависности од места неуролошког инзулта. Уринарни сфинктер такође може бити погођен, што доводи до неактивности или прекомерне активности сфинктера и губитка координације сфинктера са функцијом бешике. 
Одговарајућа терапија неурогене дисфункција мокраћне бешике и успешан исход лечења засновани су на тачној дијагнози кроз пажљиву историју болести и мокрења, заједно са различитим клиничким прегледима, укључујући уродинамику и селективни радиографски имиџинг.

## Неуроанатомија
Мокраћна бешика у физиологији има функцију складиштења и избацивања мокраће на контролисан и координисан начин. Ову активност спроводе централни и периферни нервни систем.
Нормално мокрење је спинални рефлекс који модулира централни нервни систем који координира функције бешике и уретре. Бешику и уретру инервирају периферни нерви из аутономног нервног система и соматског нервног система.

### Централни нервни систем
Когнитивна контрола мокрења постиже се комуникацијом између коре великог мозга и понтинског центра за мокрење, као и кичмене мождине.
Кора великог мозга делује у свесној перцепцији потребе за пражњењем мокраће и у одлуци да се прекине или почне мокрење, регулишући активност понтинског центра за мокрење. Понтински центар за мокрење одговоран је за активности уринарних сфинктера и мокраћне бешике (релаксација уретралног сфинктера и контракција детрузора ради олакшавања мокрења). Понс преноси информације из бешике аферентним путевима до виших можданих центара, који заузврат комуницирају са периакведукталном сивом материјом, релејним центром који прима информације из можданог центра и обрађује их да би упозорио понтински центар за пражњење који покреће или укида рефлекс пражњења.
Кичмена мождина делује као посредник између понса и сакралне кичмене мождине. Када сакрална мождина прими сензорне информације из бешике, она путује низ кичмену мождину до понса, а одатле до виших можданих центара. Мозак обрађује сигнал и шаље одговор кроз мост који путује низ кичмену мождину до сакралне мождине и коначно до бешике.

### Периферни нервни систем
Периферни нервни систем се састоји од симпатичког, парасимпатичког и соматског нервног система.
Симпатички нервни систем инервира мишиће детрузора бешике, врата бешике и глатке мишиће уретре преко хипогастричног нерва; када је симпатички нервни систем активан, бешика повећава свој капацитет без повећања притиска детрузора (акомодације) и стимулише унутрашњи уринарни сфинктер да остане затворен.
Парасимпатички нервни систем инервира мишиће детрузора преко карличног нерва. Активација парасимпатичког система стимулише контракцију детрузора. Пре парасимпатичке стимулације, симпатички сигнал унутрашњем уретралном сфинктеру, када је потиснут, опушта се и сфинктер се отвара.
Соматски нервни систем инервира спољашњи уретрални сфинктер преко пудендалног нерва и мишић леватор ани преко сакралних влакана. Активација соматског нервног система регулише радње мишића под вољном контролом; када је захваћен унутрашњи уретрални сфинктер, пудендални нерв и сакрална влакна су инхибирани да изазову отварање спољашњег уретралног сфинктера.

## Физиологија
Уринирање је процес којим бешика, када је пуна, елиминише мокраћу. Циклус мокрења има две фазе: фазу пуњења и фазу пражњења.

### Фаза пуњења
Бешика акумулира велике количине мокраће, што доводи до дистензије њених зидова, који не реагују контракцијом, већ акомодацијом на све веће количине без значајног повећања унутрашњег притиска. Ова карактеристика бешике зависи од интринзичних визоеластичних својстава миофибрила детрузора и парасимпатичке инхибиције. Стога је акомодација бешике пре свега пасивна појава.

### Фаза пражњења
Када бешика достигне праг притиска за мокрење, производи се снажан аферентни сигнал из глатких мишића, који путује до кичмене мождине, центра за мокрење и кортекса великог мозга. Ако је ситуација исправна, долази до почетног опуштања уретралног сфинктера, праћеног контракцијом бешике, повећаним интравезикалним притиском и повећаним протоком мокраће.

## Терапија
Терапија зависи од узрока дисфункције неурогене бешике и других здравствених проблема.  Циљеви лечења су одржавање притиска у бешици у безбедном опсегу и елиминисање резидуалне мокраће  (заостале количине у бешици након мокрења. Стратегије лечења укључује:

### Опште мере
Општи терапијске мере укључују:
- праћење бубрежне функције  једном до два пута годишњи ултразвучним надзором код високоризичним пацијентима – на пример, оних са везико-уретерним рефлуксом,
- свакодневно мерење крвног притисак ако је присутно оштећење бубрега,
- рано кретање или одржавање покретљивости,
- честе промене положаја,
- употреба упијајућих производа за заштиту коже и одеће,[5]
- употреба оклузивних уређаја уретре (вештачки уређаји који се могу уметнути у уретру или поставити преко уретралног канала да би се спречило цурење мокраће).

### Катетеризација мокраћне бешике
Катетеризација  мокраћне бешике је рутински медицински поступак  који је потребан за млохаву бешику, посебно ако је узрок акутна повреда кичмене мождине. Њом се олакшава директна дренажа мокраћне бешике, посебно код  старијих или хронично болесних који имају већу вероватноћу за стално присутне катетере, који носе у тим условима.
Интермитентна самокатетеризација је пожељнија од сталне уретралне катетеризације, која има висок ризик од поновних инфекција мокрачних путева а, код мушкараца, високог ризика од уретритиса, периуретритиса, апсцеса кестењаче (простате) и уретралних фистула. Интермитентна катетеризација има неколико предности у односу на друге технике, укључујући мање инфекција, смањене потребе за опремом и већу независност.
Супрапубична катетеризација се може користити ако пацијенти не могу сами да се катетеришу.

### Медикамнетозна терапија
Медикаментозна терапија укључује лекове, који опуштају бешику (на пример, оксибутинин, толтеродин или пропантелин) и лекове који одређене нерве чине активнијим (бетанехол), ботулински токсин, ГАБА суплементи, антиепилептички лекови

### Хируршко лечење
Оперативни захвати укључују:
- уградњу вештачких сфинктера,
- уградњу електричних уређај близу нерава бешике да стимулише мишиће бешике,
- стварање отвора (стоме) у који урин тече у посебну кесицу.

### Вежбе за јачање мускулатуре дна карлице
Вежбе за јачање мускулатуре дна карлице који су кључни у одржавању уринарне континенције. Мишићи дна карлице су такође познати као мишићи леватор ани јер функционишу да левитирају или подижу карличне органе на њихово право место. Када мишићи леватора ослабе и затаје, долази до пролапса карлице и стресне инконтиненције. Анатомски дефект мускулатуре леватор ани захтева физичку рехабилитацију. Ако агресивна физикална терапија не помогне, операција је оправдана.
Вежбе за карлично дно, које се понекад називају и Кегелове вежбе, су техника рехабилитације која се користи за затезање и тонирање мишића дна карлице. Кегелове вежбе се могу изводити да би се елиминисала ургентна инконтиненција. Контракција спољашњег уринарног сфинктера изазива рефлексно опуштање бешике. Рехабилитација мишића карличног дна може се користити за репрограмирање мокраћне бешике како би се смањила учесталост епизода инконтиненције.
Појединци који имају највише користи од вежби карличног дна обично су млади, здрави и способни да прецизно идентификују мишиће леватора. Ове рехабилитационе вежбе се могу користити за ургентну инконтиненцију, као и за мешовиту инконтиненцију. За ургентну инконтиненцију, вежбе мишића дна карлице се користе за преобуку бешике. Када пацијент стегне спољашњи уретрални сфинктер, бешика се аутоматски опушта, тако да нагон за мокрењем на крају нестаје. Снажне контракције мишића карличног дна ће потиснути контракције бешике. Кад год пацијенти осете хитност мокрења, могу покушати да зауставе тај осећај контракцијом мишића дна карлице. Ови кораци ће пацијенту пружити више времена да полако хода до купатила уз контролу мокрења.

## Компликације
Продужени контакт мокраће са незаштићеном кожом изазива контактни дерматитис и оштећење коже. Ако се не лече, ови поремећаји коже могу довести до декубитуса и чирева, што може резултовати секундарном инфекцијом.
За особе са декомпензованом бешиком која се не празни добро,  резидуална мокраћа може довести до прекомерног раста бактерија и накнадне инфекције уринарног тракта. 
Код пацијената са неурогеном бешиком, често се уместо класичних симптома може јавити  бол у стомаку или леђима, повећана спастичност и уринарну инконтиненција. 
Нелечена болест може брзо довести до по живот опасне аутономне дисрефлексије или сепсе, док прекомерно лечење подстиче резистенцију на антибиотике. Међутим, постоји неколико пракси заснованих на доказима за превенцију болести у овој популацији.
Компликације специфичних медицинских интервенција укључују следеће јатрогене поремећаје:
Дуготрајни стални катетери - понављајућа инфекција мокраћне бешике, камење у бешици, узлазни пијелонефритис и ерозија уретре
Интермитентна катетеризација - инфекције бешике или повреде уретре
Дуготрајне супрапубичне цеви - грчеви мокраћне бешике, формирање каменаца у бешици и инфекција бешике
Потенцијални проблеми јединствени за супрапубичне катетере укључују - инфекцију коже, хематом, повреду црева и проблеме са поновним уметањем катетера

## Прогноза
Прогноза пацијената са инконтиненцијом изазваном неурогеном дисфункцијом бешике је одлична уз савремену здравствену заштиту. Применом побољшане информационе технологије, добро обучено медицинско особље, које користи напредак у медицинском знању, може се помоћи пацијенти који су инконтинентни да имају мањи морбидитет и морталитет у односу на онај из прошлости. Иако пацијентово коначно благостање зависи од основног стања које је изазвало  уринарну инконтиненцију, болест се лако лечи и спречава од стране одговарајуће обученог здравственог особља.